# Markku Mannerkoski
Markku Berndt Veikko Mannerkoski, född 18 oktober 1936 i Tavastehus, är en finländsk metallurg. 
Mannerkoski blev student 1954, diplomingenjör 1959, teknologie licentiat 1962 och teknologie doktor vid Tekniska högskolan i Helsingfors 1964. Han var forskningsingenjör vid Oy Airam Ab 1959–1960, vid Oy Fiskars Ab 1960–1963, tillförordnad professor i metallurgi vid Uleåborgs universitet 1963–1965, ordinarie professor i ämnet där 1965–1987 och universitetets rektor 1968–1987. Han var därefter chef för Statens tekniska forskningscentral 1987-1999. Han har innehaft många förtroendeuppdrag inom den vetenskapliga världen och näringslivet.